# Capparis nana
Capparis nana là một loài thực vật có hoa trong họ Capparaceae. Loài này được Craib mô tả khoa học đầu tiên năm 1922.